# زرزور أوروبي

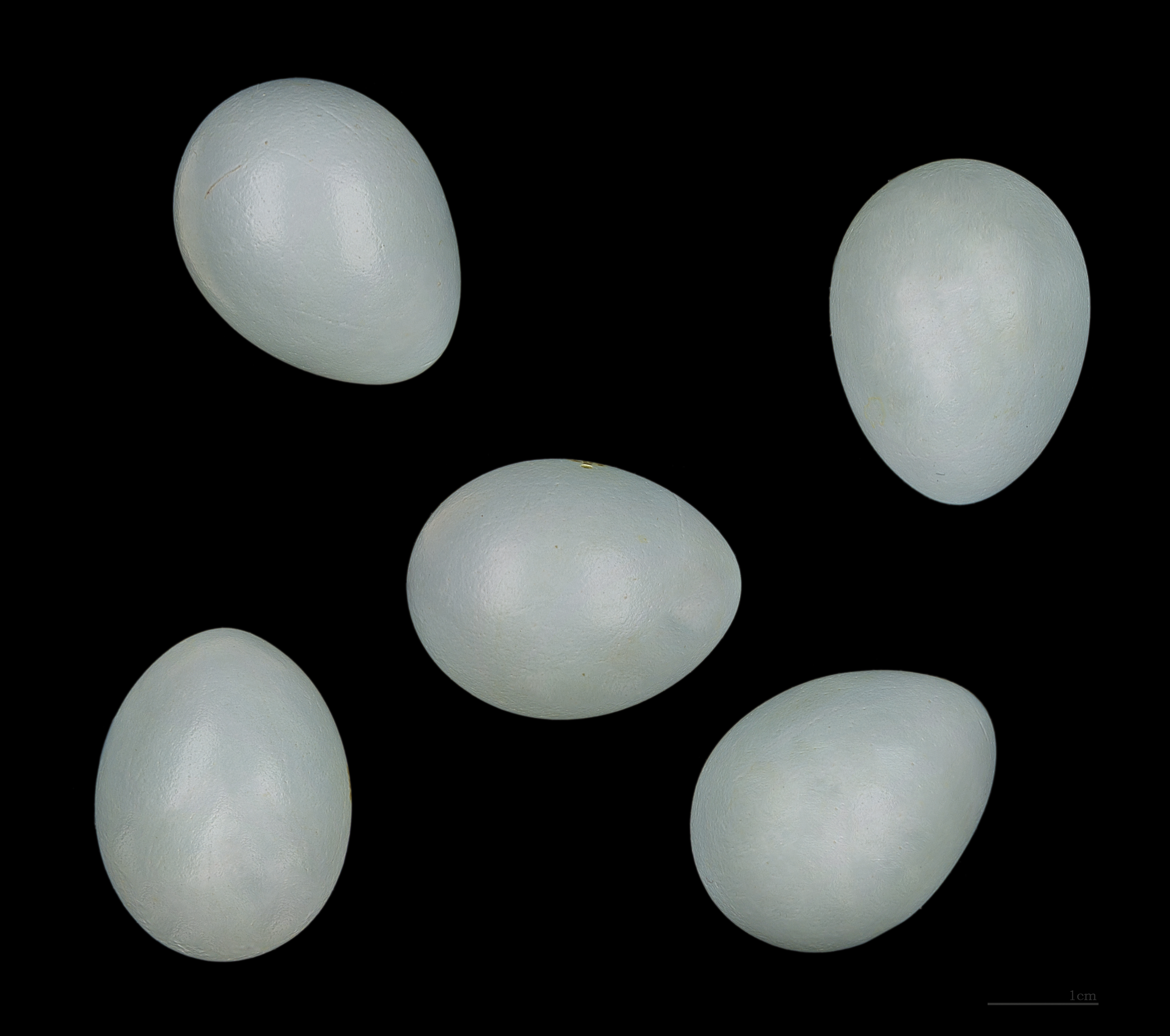
Sturnus vulgaris

الزرزور الأوروبي أو زرزور شائع أو زرزور أو زرزر (الاسم العلمي: Sturnus  vulgaris) هو طائر من جنس الزرازير. يعرف الزرزور الشائع بالزرزور الأوروبي وفي الجزر البريطانية الزرزور فقط. إنه طائر متوسط الحجم بالمقارنة مع طيور الجاثم في عائلة الزرزور. والذي يبلغ حجمه حوالى 20 سم (في 8) وله ريش أسود لامع والذي أحياناً وفي بعض الأوقات من السنة يصبح منقطاً بالأبيض.والأرجل وردية اللون والمنقار أسود في الشتاء وأصفر في الصيف، الصغار عندهم ريش لونه بني أكثر من الكبار. إنه طائر مزعج خاصة في المجاثم الجماعية أو المواقف الجماعية بدون موسيقى ولكن باغنية متنوعة.لوحظ في الأدب انه هدية للتقليد يتضمن مابينجيون واعمال وليم شكسبير وبيلينى الأكبر.
يملك الزرزور الشائع حوالى اثنتاعشر سلالة تتكاثر في المواطن المفتوحة خلال المعدل الأصلي للحرارة في اوربا وغرب آسيا وتواجدت في أستراليا ونيوزلاندا وأمريكا الشمالية وجنوب أفريقيا وأماكن أخرى.
يقطن الطائر في جنوب وغرب أوروبا وجنوب غرب آسيا في حين أن سكان الشمال الشرقي يهاجرون جنوباً وغرباً في الشتاء ضمن نطاق التكاثر وأيضاً المزيد من الجنوب إلى أوروبا وشمال أفريقيا.
يبنى الزرزور الشائع عش غير مرتب في تجويف طبيعي أو صناعى الذي يوضع فيه أربع بيضات زرقاء شاحبة لامعة. وهذا يأخذ أسبوعين لكى يفقس والصغير يظل 3 اسابيع حتى يفقس والطبيعى أنه يوجد واحد أو اثنين من محاولات التكاثر كل سنة. هذه الفصائل ملتهمه وتتناول نسبة كبيرة من اللافقريات بالإضافة إلى الحبوب والفاكهة.يصطادها مختلف أنواع الثديات والطيور الجارحة، وهي لديها مجموعة من الطفيليات الداخلية والخارجية.الاسراب الكبيرة لهذه الفصائل يمكن الاستفادة منها في الزراعة عن طريق التحكم في آفات اللافقريات بالرغم من أن الزرزور من الممكن أن يكونوا هم نفسهم آفات حينما يتغذون على الفواكه وعلى نمو المحاصيل.يمكن للزرزور الشائع أن يصبح مصدرً للأزعاج من خلال الضجيج والفوضى التي تصدرها المجام الحضرية الكبيرة.الفئات المقدمة بالاخص تعرضت لمعدل من التحكم والإعدام، لكن لم ينجح إلا عدد محدود في استعمار غرب أستراليا.منذ 1980 تراجعت الفصائل في الاعداد في الأجزاء الشمالية والشرقية من أوروبا نتيجة للأعداد المتضائلة للافقريات المراعى كطعام لتزايد الدجاج. بالرغم من ذلك، لا يتم التفكير في ان هناك انخفاض ملحوط في المعدل السكاني العالمي الضخم، ولذلك يتم تصنيف الزرزور الشائع على أنه من أقل اهتمامات الاتحاد حديث الطبيعة الدولي.

## التصنيف والنظاميات
في البداية تم وصف الزرزور الشائع على أنه لينيوس في يفتوشينكوف ناتشورا تحت اسمه الثنائي الحالى في 1758. ينشق من اللاتينية الSturnus و vulgaris لكلمتى الشائع والزرزور تعاقباً. يرجع تاريخ كلمة staer في الإنجليزية القديمة ولاحقاً حدق وفي اللاتينية Sturnus للالفيه الثانية قبل الميلاد مشتقا من لغة هنديه-اوربيه غير معروفه. تم تسجيل الزرزور في القرن الحادي عشر عندما اشير لاحدث الفصائل، المحدق على نافذتى". فضل المؤتمر الدولى الطيورى الاسم الانجليزى العامى "الزرزور الشائع ". عائلة الزرزور،Sturnidae، هي مجموعة من العالم القديم بالكامل بعيدا عن تقديمها في مكان آخر، باعداد كبيرة للفصائل في جنوب شرق اسيا وأفريقيا جنوب الصحراء. IOC World Bird List 2013 (v 3.3). Retrieved 9 April 2013. النوع Sturnus متعددة العرق والعلاقات بين اعضائها لم تحل بشكل كاملا.لعلاقة الاقرب للزرزور الشائع هي الزرزور الغير منقط، من المحتمل ان يكون الزرزور الغير منقط الغير مهاجر جاء من نسل اجداد ال S. vulgaris
التي نجت خلال تراجع عصر الجليد في ابرية رفيوجيم، وتقترح دراسات الجينات الميتوكوندرياانه يعد من سلالة الزرزور الشائع.Zuccon, Dario; Cibois, Alice; Pasquet, Eric; Ericson, Per G P (2006). "Nuclear and mitochondrial sequence data reveal the major lineages of starlings, mynas and related taxa". Molecular Phylogenetics and Evolution 41 (2): 333–344..
هناك اختلافات جينية بين التعداد السكانى للزرزور الشائع أكثر من بين الزروزر الشائع والزرزور الغير منقط. بالرغم من ان بقايا الزرزور معروف من العصر الجليدى الأوسط، جزء من المشكلة من سجل ندرة الاحفورى في حل العلاقات في الSturnidae كعائله كلياً. .

## السلالات
هناك عديد من السلالات للزرزور الشائع، والتي تختلف كلينياً في الحجم ودرجة لون الريش للكبار. الاختلاف التدرجى على النطاق الجغرافي والتدرج الداخلي الواسع الذي يعنى تقبل مختلاف السلالات والتي تختلف بين الجهات.
الطيور من جزيرة فير وسانت كيلدا
| السلالات            | السلالات                | السلالات | السلالات |
| السلالات            | النفوذ                  | النطاق | التعليقات |
| ------------------- | ----------------------- | --- | --- |
| S. v. vulgaris      | لينيوس، 1758            | باغلب أوروبا عدا أقصى شمال الشرق واقصا جنوب الشرق وآيسلندا ومنطقة جزر الكناري أيضا                                        | السلالات المرشحة. |
| S. v. faroensis     | هنرى ويميس فيلدن، 1872  | جزر فارو | أكبر من المرشح بقليل، خاصة في المنقار والارجل. يكون البالغين أكثر قتامة واخضر باهت لامع ونقط بعيده قليله حتى في الريش الجديد.الصغار لونهم اسود قاتم بذقن بيضاء وعلى مناطق على البطن: والحلق منقط بالأسود.                                                                          |
| S. v. zetlandicus   | هارترت، 1918.           | جزر شتلاند | مثل" faroensis ولكن حجمه يتوسط بين vulgaris والطيور من فير ايسل وسانت كيلدا والاوتر هيبيردس متوسطه ما بين هذه السلالات والمرشحة والموضوعة مع vulgaris or zetlandicus تختلف طبقا للوزن                                                                                              |
| S. v. granti        | هارترت،1903             | الأزور | مثل المرشح ولكن اصغر، خاصة في الارجل غالباً ما تكون ارجوانى ثقيل لامع على الأجزاء العلويه. |

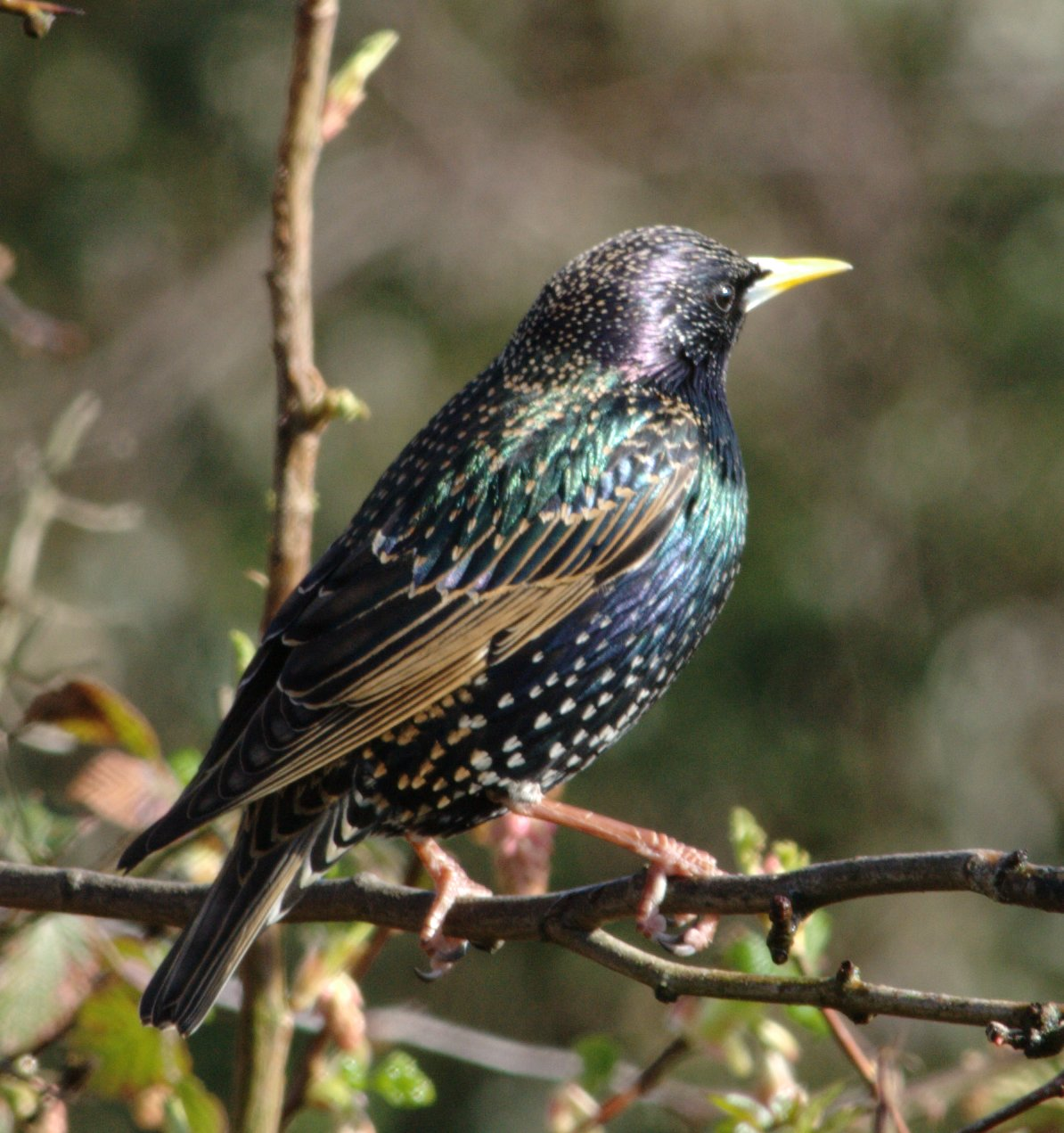
S. v. vulgaris في شمال أيرلندا

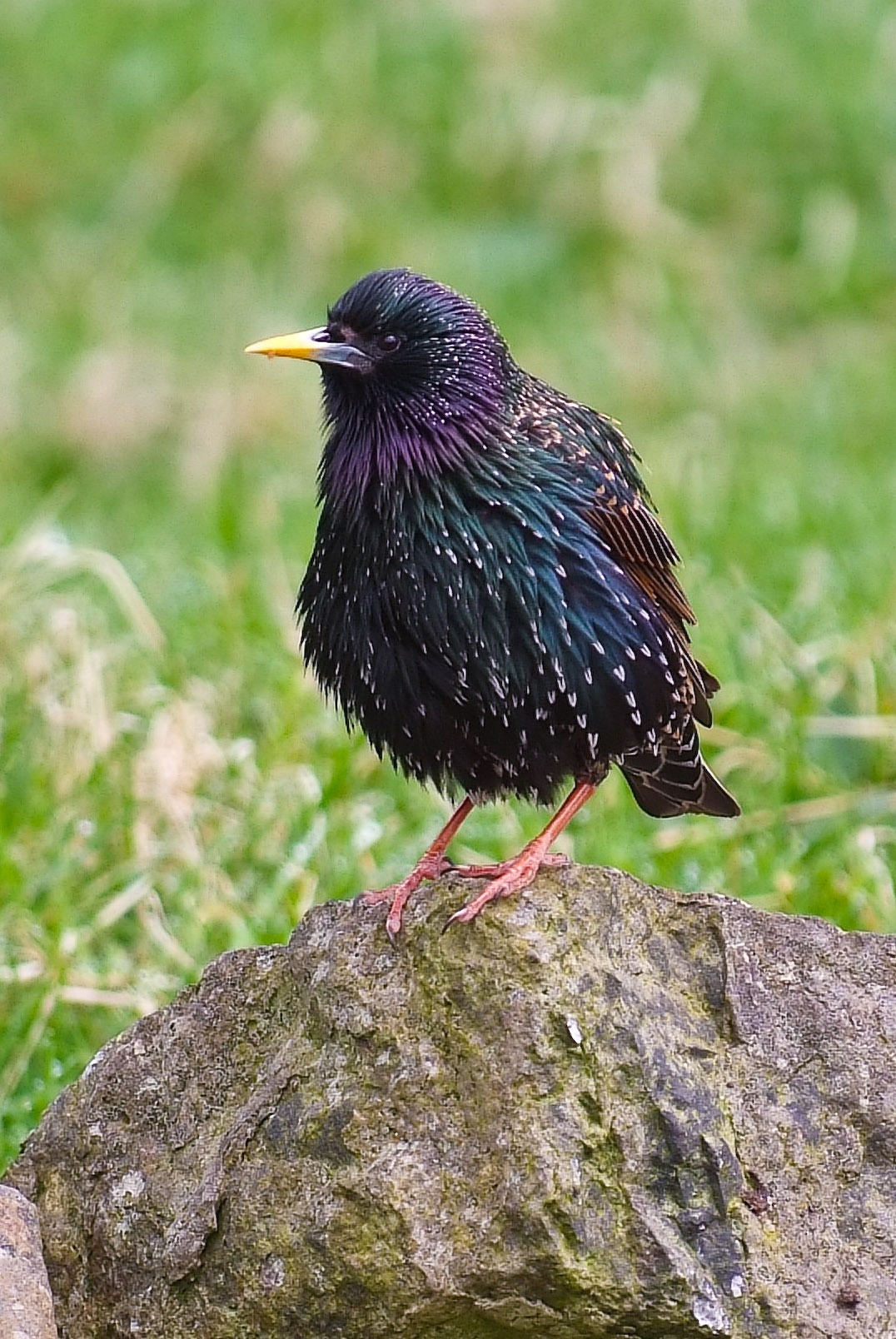
S. v. faroensis في جزر الفارو

S. v. tauricusفى أوكرانيا

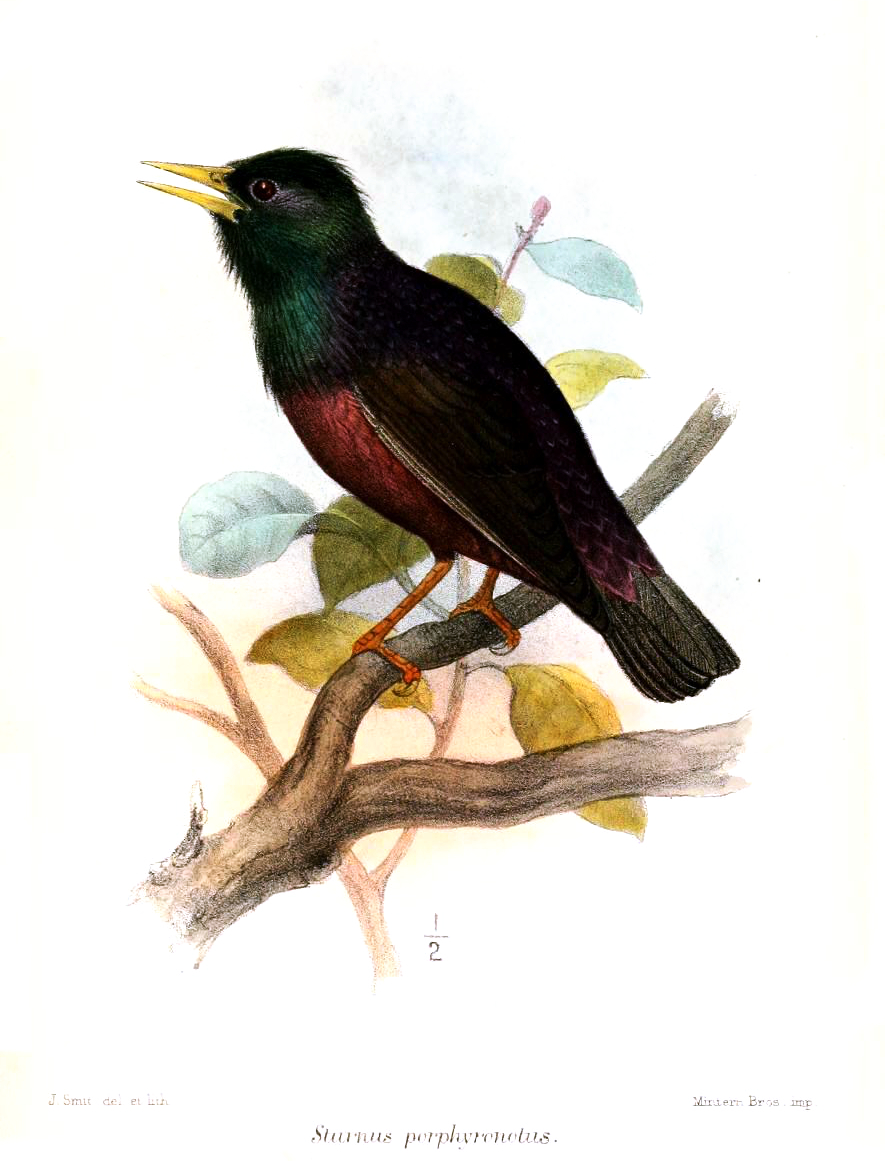
S. v. porphyronotus

| S. v. poltaratskyi  | 1878، اوتو فينسش        | شرق باشقورتوستان من خلال جبال الأورال شرقاً ووسط سيبيريا، إلى بحيرة بايكال وشرق منغوليا.                                   | مثل المرشح، ولكن في الغالب بنفسجى على الرأس، اخضر على الظهر، غالباً على الاجنحه ارجوانى مائل للزرقة. على مكمن الاجنحه العلويه ارزق مائل للاخضرار. لون برتقالى بلون القرفة واضح منير تحت مكمن الجناح والاجزيلاريز، في الطيران. وهذه المناطق من الممكن ان تظهر شاحبه في الصغار الجدد. |
| S. v. tauricus      | بترلين، 1904            | من القرم (شبه جزيرة) وشرق دنيبر في الجهة الشرقية حول ساحل البحر الأسودلشرق أناضول ليست في المرتفعات التي حلت محل بيرسينس. | مثل المرشح ولكن باجنحه طويله قطعاً، رأس خضراء لامعة وجسم برونزى ارجوانى |
| S. v. purpurascens  | جولد، 1868              | شرق تركيا ل تفليس (جورجيا) وبحيرة سيفانا ليتش في المرتفعات على الشاطئ الشرقي للبحر الأسود يحل محل تورسيس                  | مثل المرشح ولكن بأجنحة أطول ولون اخضر لامع محدد على اغطية الاذن والجزء العلوى للصدر.لون ارجوانى لامع في بقية الأماكن الا على الريش واعلى اغطية الاجنحه حيث يكون لون البرونز أكثر. تحت الاجنحة غامق اللون، على الأطراف لون خفيف ابيض إلى الاغطية.                                   |
| S. v. caucasicus    | لورنز 1887              | فولجا ديلتا خلال شرق القوقاز ومناطق مجاوره                                                                                | اخضر لامع على الرأس والظهر، ارجوانى لامع على الرقبة والبطن. أكثر زرقة على اغطية الاجنحه العلويه تحت الاجنحة مثل purpurascens'. |
| S. v. porphyronotus | 1888،ريتشارد بودلر شارب | شرق آسيا الوسطى بتدرج إلى poltaratskyi بين ديزونجراينان وجبال ألتاي                                                       | متشابه جدا ل tauricus ولكن اصغر واللوباتريك تماما. منفصلة عن purpurascens, caucasicus و nobilior |
| S. v. nobilior      | 1879 هيوم               | أفغانستان، جنوب شرق تركيمنستان ومجاورة ل أوزبكستان وشرق العراق                                                            | مثل purpurascens ولكن اصغر وذو اجنحة أقصر، غطاء الاذن ارجوانى لامع وتحت الطرف وفوق الجناح احمر ظاهر لامع. |
| S. v. humii         | بروكس،1876              | من كشمير إلى نيبال | صغير: ارجوانى لامع يقتصر على منطقة الرقبة واحيانا على الاجنحة إلى اغطية الذيل، من ناحية أخرى اخضر لامع. أحيانا يعامل هذا تحت اسم قد اعطاه له هودجسون هو |
| S. v. minor         | هيوم،1873               | باكستان | صغير: اخضر لامع يقتصر على الرأس واسفل البطن والظهر ومن ناحية أخرى ارجوانى لامع. |

الطيور من فير ايسل وسانت كيلدا والاوتر هيبيردس حجمها متوسط بين S. v. zetlandicus وشكل المرشح ويختلف تواجد السلالات طبقا للهيئة. الصغار الداكنين باشكال تامه في هذه الجزيرة تتواجد أحيانا في الموطن الأصلي اسكتلندا، ومناطق أخرى تتضمن بعض انسياب المورثات من faroensis أو zetlandicus، السلالات المذكورة سابقا تعتبر من السلالات المعزولة. Parkin &  305–306.
العديد من السلالات الأخرى تم تسميتها، لكن لم تعد صالحه. اغلبهم يكونوا متداخلين والذي توجدون حيث تتقابل سلسلات من مختلف السلالات. هذا يتضمن S. v. ruthenus منزيباير ،1891 و S. v. jitkowi , 1904 بترلين، التي تداخل بين vulgaris و poltaratskyi من شرق روسيا S. v. graecus تسشوسي 1905 و S. v. balcanicus , بترلين وهارمز، 1909 . يتداخل بين vulgaris و tauricus
من جنوب البلقان لوسط أوكرانيا وخلال اليونان إلى البوسفور، و S. v. heinrichi ستريسمان، 1928 وتداخل بين caucasicus و nobilior في شمال إيران. و S. v. persepolis تشيراست،1928 من جنوب إيران فارس شبيهه جدا ل S. v. vulgaris وليست واضحة تماما إذا كانت من السكان المقيمين المختلفة أو ببساطه هي من المهاجرين من جنوب شرق أوربا.

## الوصف

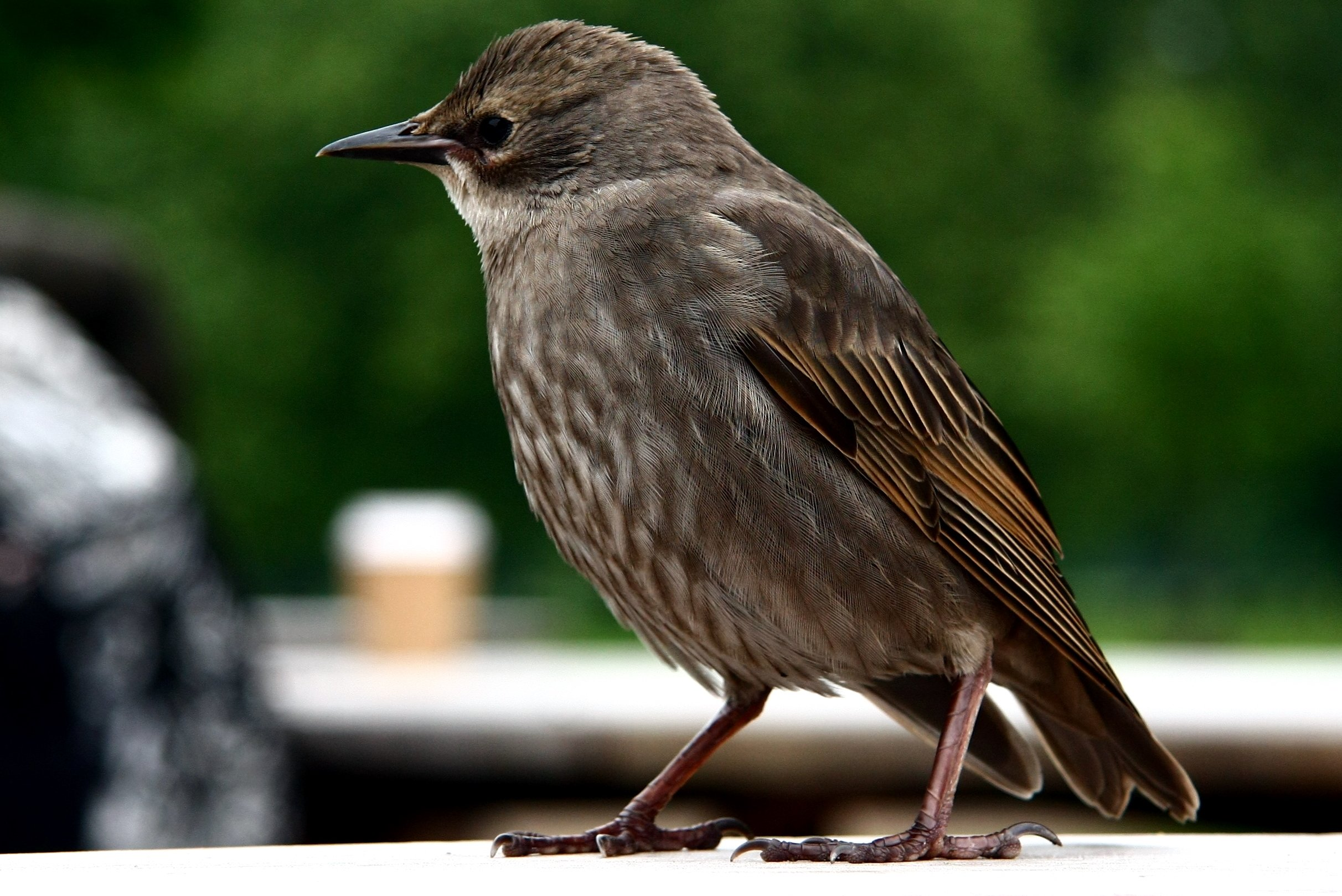
طائر صغير يجلس على طاولة في لندن. ريشه هو أساسُا رمادي بني.

الزرزور الشائع يكون 19–23 سم (7.5–9.1 في) طولا و 31–44 سم مسافه بين الجناحين (12–17 في) والوزن 58–101 جم (2.0–3.6 اوقيه). إلى جانب القياسات الثابتة، حركة عصب الجناح تكون 11.8 سم إلى 13.8 سم (4.6 سم إلى 5.4 في)، الذيل من 5.8 سم إلى 6.8سم (2.3 سم إلى 2.7 سم في)، القنه من 2.5 إلى 3.2 سم (0.98 سم إلى 1.3سم في) والرصغ يكون من 2.7 إلى 3.2 سم (1.1 إلى 1.3 سم في). يكون الريش اسود متقزح اللون، ارجوانى لامع أو اخضر ومتلألأ بالأبيض خاصة في فصل الشتاء. الأجزاء السفليه للذكور البالغين من الزرزور الشائع تكون اقل تنقيطا من هؤلاء الإناث البالغين في وقت معين من السنة. يكون ريش الحنجرة للذكور فضفاض وطويل ويتم استخدامهما في العرض حينما يكنونوا عند الإناث أقصر ومحدده أكثر. الارجل تكون سميكة ووردية اللون أو اخضر مائل للاحمرار. مقدمة المنقار ضيقه ومخروطية الشكل بحرف حاد; تكون بنى مائل للسواد في الشتاء ولكن في الصيف تصبح لدى الإناث مناقير صفراء لمونية اللون حينما يصبح لدى الذكور مقدمة المنقار صفراء بقواعد رمادية. الانسلاخ يحدث مره في السنة في آخر الصيف بعد انقضاء موسم التكاثر. الريش الجديد يكون مائل إلى الأبيض البارز (ريش الصدر) أو السترة (الجناح والريش الموجود على الظهر) الذي يعطى للطائر مظهر منقط. يتحقق الانخفاض في نسبة النقاط في موسم التكاثر خلال بدايات الريش الأبيض الذي يتواجد على الائر بنسبة كبيرة.الصغار يكون لونهم رمادى مائل للبنى ومع حلول أول شتاء لهم يشابهون البالغين بالرغم من انها تكون في الغالب تحتفظ ببعض ريش الصغار البني اللون على الرأس. عادة ما يكون تصنيفهم جنسيا طبقا للون قزحية العين، بنى كثيف في الذكور ولون الفأر البني أو رمادى في الإناث.
تقديرا للتفاوت بين القزحية ومتوسط السواد في الحدقة هو 97 بالمئة دقيقة في تحديد الجنس تصاعدا إلى 98 بالمئة إذا تم اعتبار طول ريش الحنجرة أيضا.

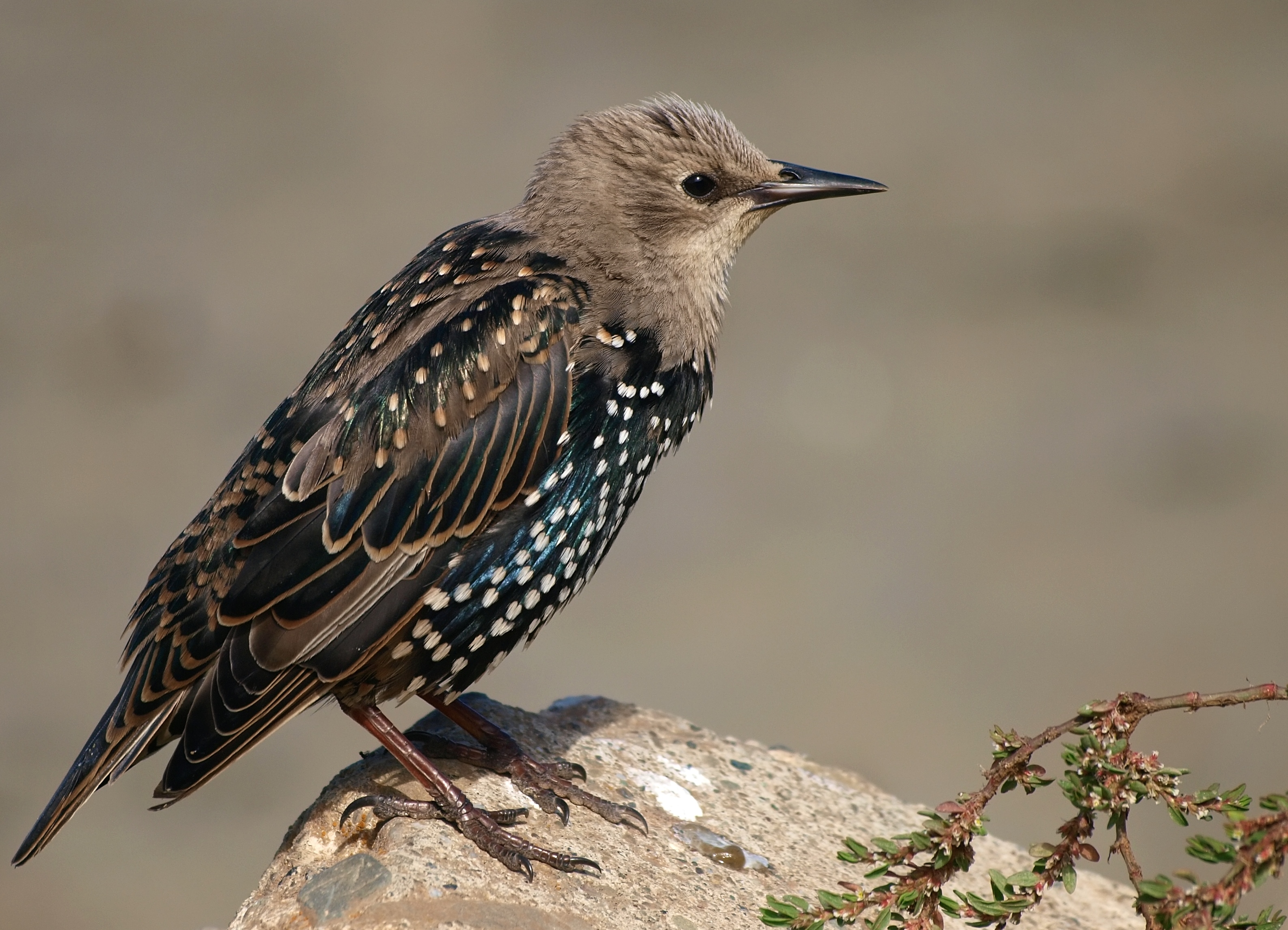
An immature in California. It has partly moulted into its first-winter plumage; however, juvenile brown plumage is prominent on its head and neck

مثل غالبية الزرزور، الزرزور الشائع يتحرك بالمشي أو الجري بدلا من القفز. يكون طيرانهم قوى ومباشر، اجنحتهم المثلثية الشكل تخفق بسرعه جدا ودوريا. ينزلق الطائر لطريق قصير بدون أن يفقد كثير من الارتفاع قبل بداية طيران قوي. عندما يقلع الطاشر في سرب تلقائيا يدور ويلف في حركة انسايبيه، تشكل كتلة مدمجة تخمد في تيار ناعم تتجمع مره أخرى وتهبط في طريقه منسقة.
يطير الزرزور الشائع في الهجرة بسرعه 60الى80 كم في الساعة (37الى50 ميل في الساعة) ويغطى مسافة كلية إلى 1,000الى1,500 كم (600الى900 ميل).a review of an invasive species with far-reaching impacts.
العديد من الزرزور البري يتضمن هؤلاء ال genus Sturnus لديهم تعديلات للجمجمة والعضلات والتي تساعد على تحقيق عملية الاكل.
هذه التعديلات والتكيفات اقوى تطورا وأكثر في الزرزور الشائع (إلى جانب المنزوع النقاط والزرزور الأبيض الوجنتين)، حيث تكون العضلات البروتراكتور مسؤله عن الفتح للفك بشكل أكبر وفتحة الجمجمة ضيقه مما يمكن العينين للتحرك لتخفض طول مقدمة المنقار. هذا الأسلوب يشمل إدخال مقدمة المنقار في الأرض وفتح طريق للبحث عن قطع طعام مخبئة.يملك الزرزور الشائع الصفات الفيزيائيه التي تمكنه من استخدام هذا الأسلوب في البحث عن الطعام، والتي بلا شك ساعدت الفصائل في التوسع والانتشار ابعد.
في ابريا، شرق الميدتيريان وشمال شرق أفريقيا، يمكن أن يتم الخلط بين الزرزور الشائع والزرزور المنزوع النقاط الذي له صله قريبة به، ريشها يأتى من اسمها له لون ثابت محدد.يمكن رؤيه ان الزرزور المنزوع النقاط على معدل أكبر له ريش على الحنجرة أطول، هذه الحقيقية تظهر خاصة حينما يغنى.del 

## الصوت

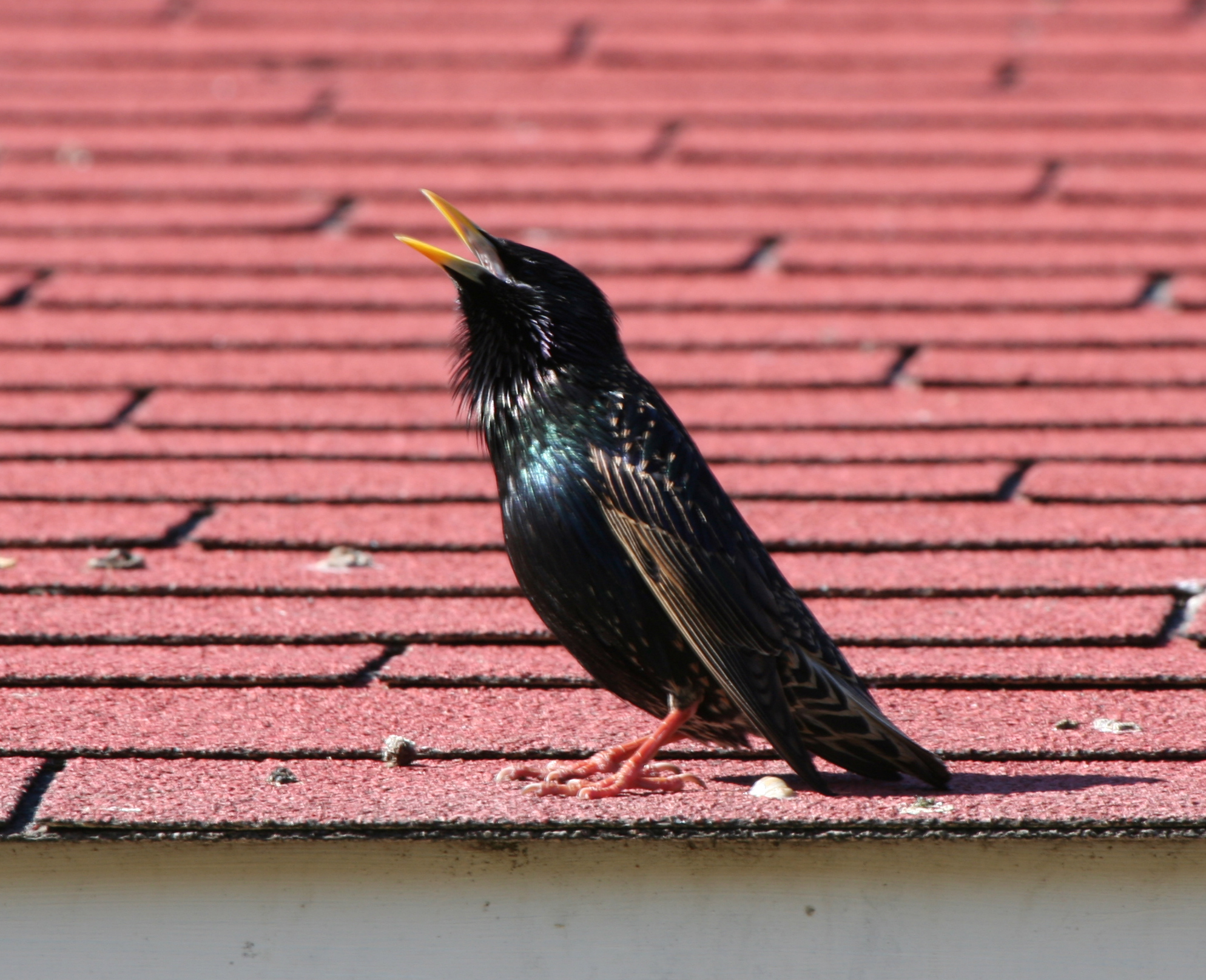
Adult male singing and displaying
its long throat feathers

الزرزورالشائع طائر مزعج. وصوت الطيور لديه يتكون من مختلف واسع من الطبقات الصوتية الاثنين الللحنى والميكانيكى كجزء من طقوس الخلافة للاصوات.الذكر هو المطرب الأساسي ويشارك في موجات من الأغنية تمتد لدقيقة أو أكثر. كلا منهما يتضمن أربعة أنواع مختلفه من الغناء، التي تتابع بعضها البعض في دور منظم بدون انقطاع أو توقف. تبدأ الموجه بسلسلة من صفارات النغمات النقية ويتبعها الجزء الأساسي في الأغنية، يتم دمج خلسة عدد من التتابعات المختلفة لاغنية التنكر محاكاه لفصائل أخرى من الطيور وأصوات مزعجة مختلفة موجوده بالأصل أو بصنع الإنسان. بساطة الصوت الذي تم محاكاته أهم من التردد الذي يتم أحداثه. يعاد كل مقطع صوتي مرات عديدة قبل ان ينتقل الطائر للمقطع الاحق له. بعد هذه المقاطع المختلفة يأتى عدد من النقرات المتكرره التي تتبعها انفجار اخير لاغنية ذات تردد عالي، مره أخرى مكونه من أنواع مختلفه. كل طاشر لديه المرجع الموسيقي الخاص به مع أكثر الطيور الماهرة التي تملك نسبة من الانماط الغنائية المختلفة تصل إلى 35 وما يصل إلى 14 نوع من النقرات.
يغنى الذكر مع بداية دورة التكاثر باستمرارية، ويؤدى بشكل اقل غالبا في حالة التقيد مره بالزوج. في وجود الانثى، يذهب الذكر ليغنى قبيل مدخل العش أحيانا. من الواضح ان هذا لجذب الانثي للداخل. تمتلك الطيور الكبيرة مرجع صوتى أكبر من الصغار. يجذب هذه الذكور، التي تشارك في الموجات الطويلة من الغناء ولديها مرجع صوتى كبير، الزوج مبكرا ويكون لديه نجاح تناسلي أكثر من غيره.
تفضل الانثى الزوج الذي لديه اغنيات أو نغمات أكثر تعقيدا من الممكن ان يكون هذا بسبب انه يدل على الخبرة الكبيرة أو طول العمر. تفيد الأغنيات المعقدة في الدفاع عن الإقليم أيضا، ولمنع الذكور الأقل خبرة من التجاوز.
يحدث الغناء أيضا خارج موسم التكاثر، إنه يحدث خلال السنة كلها عدا وقت دورة سقوط الريش. بالرغم من ان المطرب عادة مايكون الذكر، تغنى الأنثى في المناسبات. تظل الوظيفة لتلك الأغنية خارج المواسم مبهمة الفهم.
تم وصف إحدى عشر نوعا أخرى من النداء تتضمن النداء السربي، نداء التهديد، نداء الهجوم، نداء التشابك، نداء الجماع.
نداء التنبية يكون صرخة مزعجة واثناء البحث عن الطعام معا الزازير الشائعون يتشاجرون بإستمرار.
يقومون بالثرثرة اثناء عملية البيات والاستحمام ويحدثون قدر كبير من الإزعاج مما يمكن له ان يزعج السكان المجاورين لهم في المكان. حينما يطير سرب كبير من الزرزور الشائع معا، تُحدث الحركات المتزامنة لأجنحة الطيور صوت رنين مميز التي من الممكن ان يتم سماعها على بعد مئات الأمتار البعيدة.

## البيئة والسلوك
إن الزرزور الشائع فصائل من الطيور الاجتماعية جدا، خاصة في الشتاء والخريف، بالرغم من أن حجم السرب متغير بشكل كبير، ضخم، الاسراب المزعجة من الممكن ان تشكل بيات قريب. هذه الكثافة التركيزيه للطيور يمكن أن يتم اعتبارها انها وسيلة للدفاع ضد هجمات ال الطيور الجارحة مثل: شاهين أوباشق أوراسي.
الاسراب التي تكون في شكل كرة أثناء الطيران، تنبسط وتنكمش بشكل تكرارى وتُغير شكلها بدون اى نوع من القيادة على مايبدو.يغير كل زرزور شائع مساره وسرعته نتيجة إلى سرعة اقرب جار له.
عدد كبير من البيات استثنائيا يصل إلى خمسة عشر مليون طائر يتمكن من تكوين مراكز بالمدن أو بالغابات أو بالقصبيات، تحدث مشاكل بفضلاتها.هذا يتراكم إلى ان يصل عمق إلى 30 سم (12 في) مما يؤدى إلى قتل الأشجار بتركيز اشيائهم الكميائية. تلعب فضلاتهم بنسبة قليلة دور ال سماد، ولذلك يحاول بعض مالكي الغابات تحريك البيات من مكان لآخر في الغابة للاستفادة من تحسين التربة وتجنب الترسبات السامة الكبيرة.
من الممكن ملاحظة أسراب عملاقة ذو اعداد كبيرة من ملايين الزرزور الشائع قبل غروب الشمس في فصل الربيع في جنوب شرق يوتلاند الدنمارك على نحو بحر سبخة لتوندر ومجلس بلديات الاسبرج بين التوندر والرايب. يتجمعوا في مارس حتى يغادر طيور شمال إسكندنافيا ل نسبة تكاثرهم على منتصف شهر أبريل. سلوك اسرابهم يخلق اشكال معقدة من الظلال عكس السماء، إنها ظاهرة معروفة محليا ب سورت سول أو (الشمس السوداء).
تكون الزرازير الشائعة عدد من الاسراب من خمس إلى خمسون ألف تتشكل في مناطق في المملكة المتحدة البريطانية قبل غروب الشمس خلال منتصف فصل الشتاء. هذه الاسراب تسمى عادة بالمارماريشينز.

## التغذية

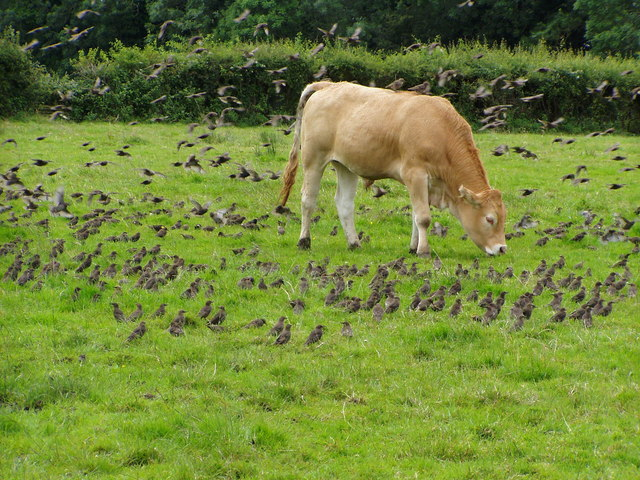
A flock foraging at a farm in Northern Ireland

الزرزور الشائع كائن حشري بشكل كبير يتغذى على الآفات والمفصليات معاً. يتضمن معدل الطعام الذباب البجعي، العث، ذباب مايو، اليعسوب، حشرات الرعاش الصغيرة، الجنادب، أبو مقص، عصبيات الأجنحة، ذباب القمص، الذباب والخنافس، ذبابة الساو، النحل، الدبورو النمل.يتم استهلاك الاثنين: البالغين واليرقات ويتغى الزرزور الشائع أيضا على دودة الأرض، الحلزونوال فقريات الصغيرة مثل الضفادع وال سحلية.
في حين ان استهلاك ال لا فقاريات مهم لعملية تكاثر ناحجة، الزرزور الشائع كائن مقتات على المواد الحيوانيةقارت ويمكن أيضا ان يتغذى علىالحبوب والبذور والفواكهوالرحيقواذا سنحت الفرصة يتغذى أيضًا على فضلات الطعام.
يختلف السيرنداى عن غالبية الطيور في انهم لا يقدرون على تأييض الطعام الذي يحتوى على معدل كبير من السكروز بسهولة، على الرغم من انهم يستطيعون التكييف مع الفاكهة الأخرى بسهولة مثل العنب والكرز 
يأكل الفصائل المعزولة من الزرزور الشائع الازورز بيض الخطاف وردي المهدد بالانقراض .تم تقديم الحسابات لتقليل تعداد الزرزور الشائع بالإعدام قبل عودة الخطاف لمستعمرات التكاثر في فصل الربيع .
هناك العديد من الطرق الذي يتبعها الزرزور الشائع للحصول على الطعام ولكن للجزء الأكبر عملية التقاط العلف قريبة من الأرض فتتناول الحشرات من سطح الأرض أو فقط من تحت طبقة الأرض .يفضل الزرزور الشائع عامة ان يقوم بعملية العلف من على الحشائش القصيرة وغالبا ما يتواجد مع الحيوانات الراعية أو التي تجلس عاليا على ظهورها . حيث يقومون بتناول الطفيليات الخارجية للثديات .

### التغذية الدوارة
من الممكن ان تشارك الاسراب الكبيرة في عملية تسمى «التغذية الدوارة»، حيث تطير الطيور التي تكون في آخر الصف باستمرارية نحو الامام حيثما تكون فرضة الطعام الأفضل. 
في وقت تناول الطعام، كلما كان السرب أكبر كان الأفراد اقرب من بعضهم البعض .تتغذى الاسراب في مكان واحد في بعض الوقت، وتعود لأماكان تناول الطعام الناجح السابقة .
هناك أربعة أنواع من طرق تناول الطعام ملحوظه لدى الزرزور الشائع. «الجس» تشمل هذه العملية ان يغرق الطائر منقاره في الأرض بشكل عشوائي وبتكرارية حتى يتم العثور على الحشرات وغالبا ما تصطحب معها عملية تفريغ باستخدام المنقار حيث يفتح الطاشر منقاره في التربة ليحدث فجوه.هذا السلوك تم وصفه أولا عن طريق كونراد لورنتس وتم إطلاق الاسم الالمانى «زيركلن» عليه، 
تستخدم أيضا لاحداث وتوسيع فجوة كبيرة في مخلفات الشنط البلاستيكة. تستغرق صغار الزرزور الشائع وقت كبير حتى تتعلم هذا الأسلوب باحترافية ولهذا السبب تحتوى عملية الغذاء لصغار الطيور على عدد اقل من الحشرات .
«الاصطياد» هو أسر الحشرات الطائرة مباشرة من الهواء و «الاندفاع» هي عملية اقل شيوعا وهي أسلوب الضرب قدما لصيد اللافقاريات المتحركة على الأرض. يتم التقاط دود الأرض بشدها من الأرض 
يعوض الزرزور الشائع الذي لا يستطيع الوصول للطاعم لفترة أو تم تقليل ساعات الأكل الخفيفة المتاحة له، بزياده كتلة الجسم بترسيب الدهون .

## مرحلة بناء العش

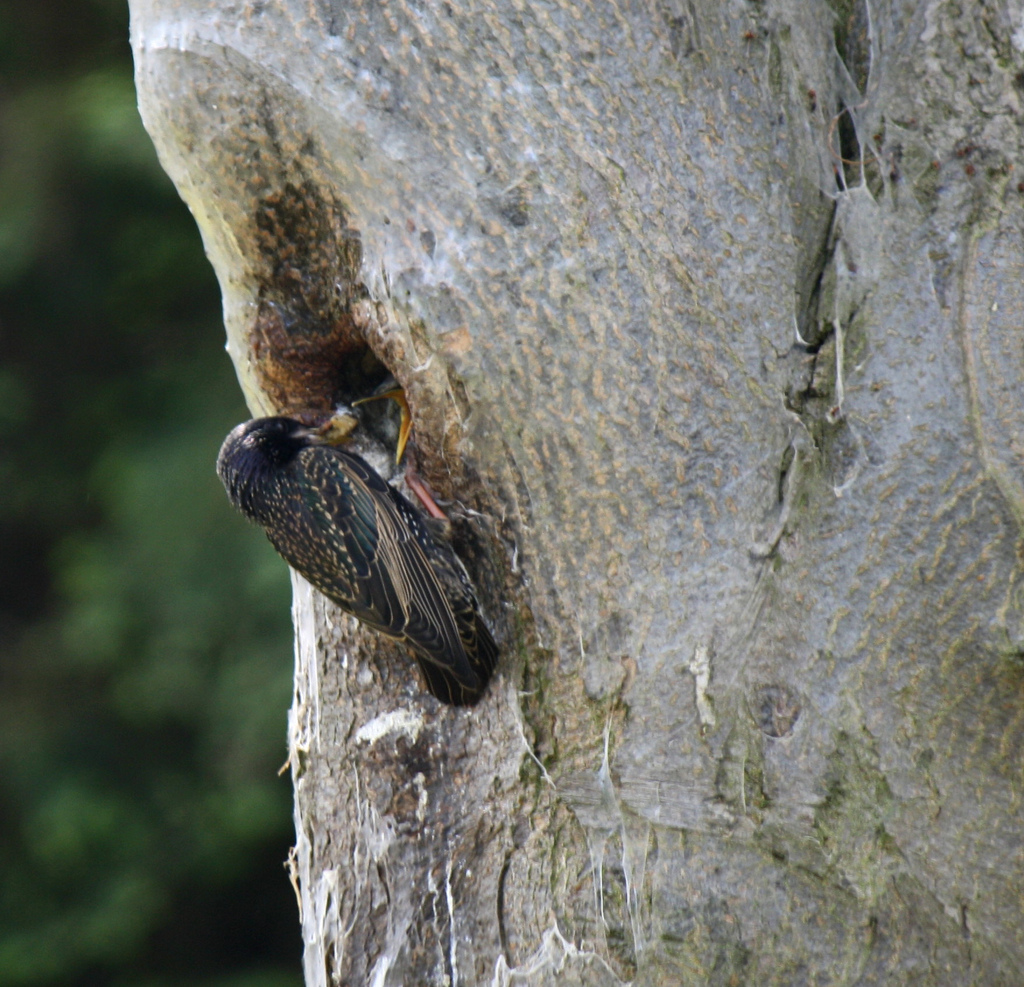
بالغ يطعم صغيره في ثقب شجرة بإنجلترا

تجد الذكور الغير متزوجة تجويف مناسب ويقومون ببناء الأعشاش لجذب الإناث الغير متزوجين. يزين الذكر العش بالزينة من الزهور والاشياء الجديدة ذات اللون الأخضر، التي تقوم بفكها الانثى في حالة قبوله كزوج.
ليس مهم مقدار الاشياء الخضراء ولكن يجب أن يتواجد أعشاب في أدوات التزيين لأنها مهمة لجذب الزوجة.
عطر النباتات مثل ال يارو يلعب دور العامل الجاذب ل حاسة الشم الذي يجذب الإناث.
يغنى الذكور خلال اغلب عملية البناء وأكثر حتى إذا وصلت الانثى لعشه تتبع الجماع، يكمل الذكر والانثى معا بناء عشهما .يمكن للاعشاش ان تكون في اى نوع من الفجوات، الأماكن الشائعة تكون في التجوفيات في الأشجار، المباني، جذوع الأشجار والصناديق الذي يصنعها الإنسان كعش للعصافير .
يتكاثر ال S. v. zetlandicus عادة في الشقوق وتجويفات المنحدرات المسكن الطبيعى يستخدم فقط بواسطة النموذج المرشح .
تصنع الاعشاش من القش والعشب الناشف والاغصان مع بطانة داخلية مصنوعة من الريش، الصوف واوراق الشجر.
تستغرق عادة عملية البناء أربعة أو خمسة أيام ومن الممكن ان تستكمل خلال فترة الحضانة.
يكون الزرزور الشائع زواج أحادي وزواج متعددمعا. بالرغم من أن الحضنة تتربى بواسطة أنثى واحده وذكر واحد. غالبًا ما يحصل الزوجان على مساعد زيادة. من الممكن أن تصبح باريس جزء من المستعمرة التي في هذه الحالة أعشاش متعددة أخرى من الممكن أن تحتل الأشجار المجاورة أو نفس الاشجار. من الممكن ان يتزوج الذكر بأنثى ثانية في حين تتواجد الأنثى الأولى في العش. عملية التكاثر في العش الثاني تكون أقل نجاحا من العملية التي تتم في العش الأول وتكون العملية أفضل إذا ظل الذكر زواج أحادي.

## التكاثر

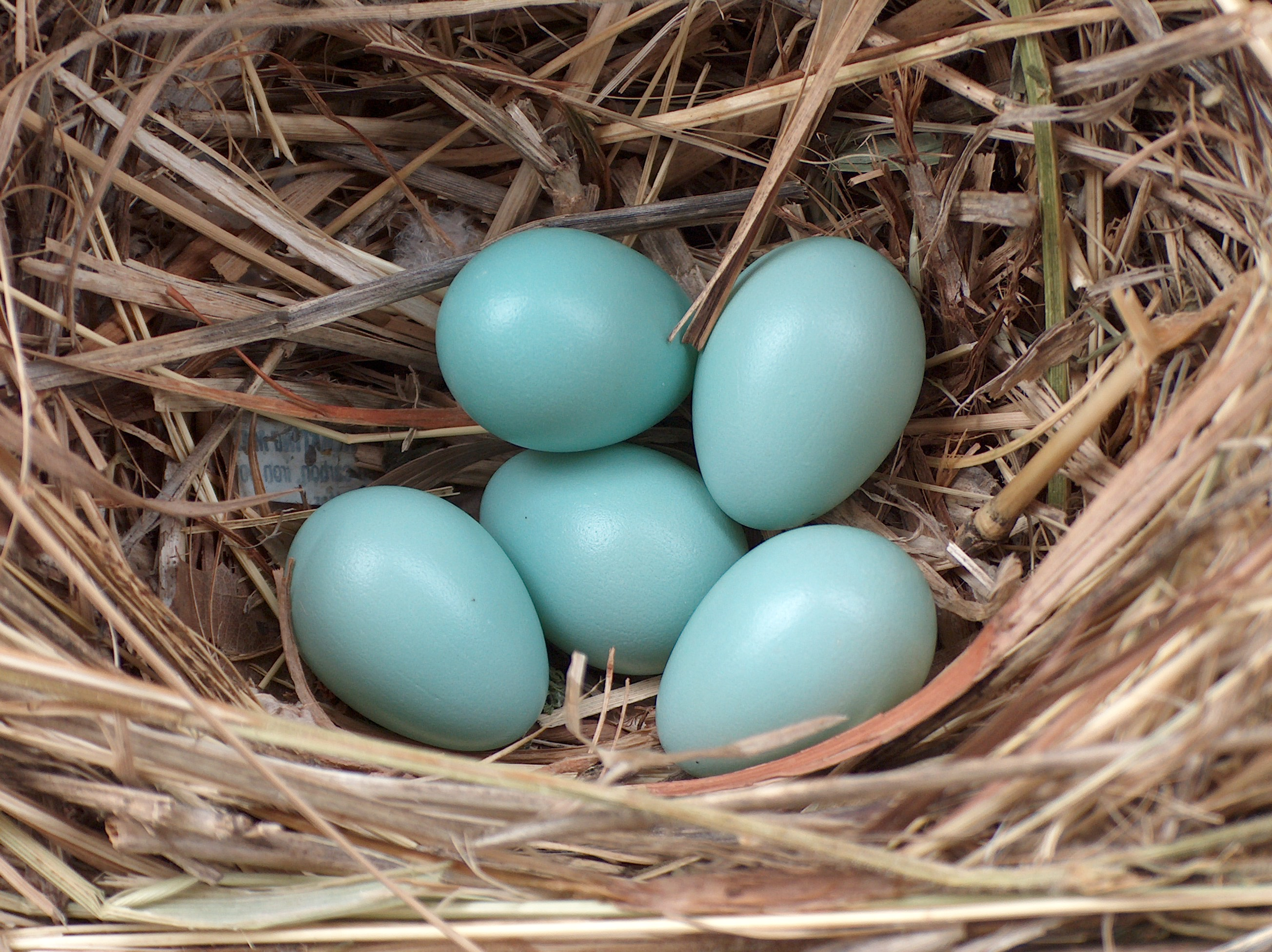
بيض طائر الزرزور في عشه.

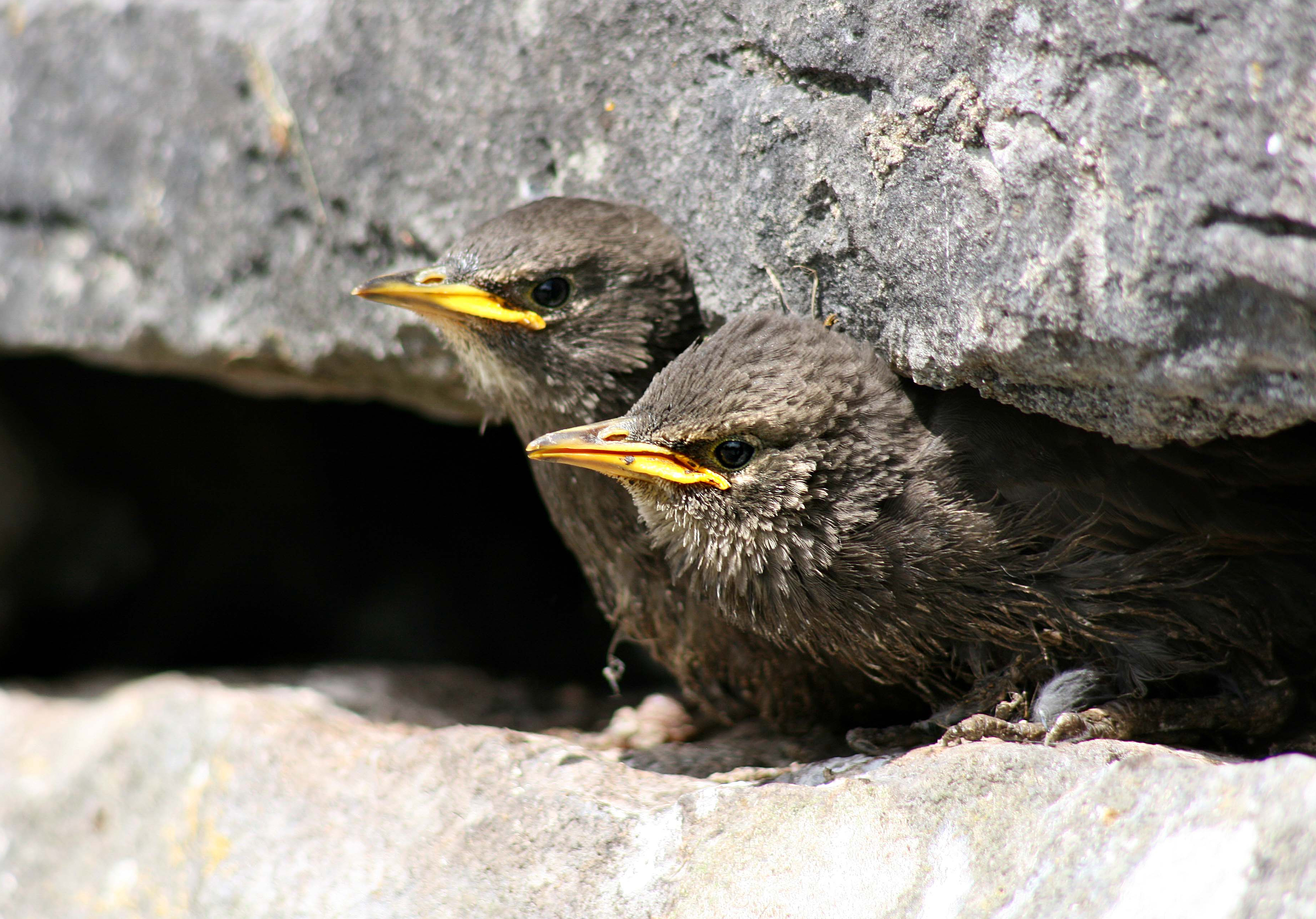
Chicks waiting to be fed at the entrance of their nest made in a gap in a wall in غالواي, Ireland

تتم عملية التكاثر خلال فصل الربيع والصيف. تتابعا للجماع، تضع الأنثى بيضها بشكل مستمر يوميا على مدار أيام عديدة. وإذا حدث وفقدت بيضة في هذه الأوقات تضع واحده أخرى لتعويضها .هناك حوالى أربعة أو خمسة بيضة تكون ذات شكل بيضاوي أو زرقاء باهت أو في بعض الأحيان بيضاء وغالبا ما يكون لهم مظهر لامع .
على ما يبدو ان لون البيض قد تطور خلال ظهور اللون الأزرق نسبيا في ضوء المستويات المنخفضة .
حجم البيضة يكون 26.5–34.5 مم (1.04–1.36 في) في الطول 20.0–22.5 مم (0.79–0.89 في) في أقصى حجم للقطر .
تستمر الحضانة لمدة 30 يوم بالرغم من آخر بيضة يتم وضعها من الممكن ان تستغرق 24 ساعة أطول وقتا من الذي استغرقته البيضة الأولى كي تفقس. يتحمل كلا الابوين مسؤولية حضانة البيض، ولكن تقضي الانثى وقتا أطول في احتضانهم أكثر من الوقت الذي يقضيه الذكر وتكون الام هي الوحيدة التي تفعل ذلك في فترة الليل حينما يعود الذكر للبيات الطائفي. يولد الصغير كفيف وعار. يتطورون برقة قليلا في غضون سبعة أيام من وقت الفقس ويستطيعون الرؤية في غضون تسعة أيام .
بمجرد ما تستطيع الكتاكيت تنظيم حرارة جسمها، حوالى ستة أيام من بعد الفقس . تتوقف الكبار عن إزالة فضلاتهم من العش وقبل ذلك ترطب القاذورات ريش الكتاكيت والأشياء الموجودة بالعش. وبالتالي، تقلل فاعليتها كمادة عازله وتزيد نسبة المخاطرة بتبريد اليرقات .
تظل الكتاكيت الصغيرة في العش ل ثلاثة أسابيع حيث يطعمهما ابويهما باستمرارية. تستمر الفراخ الإطعام بواسطه ابويهما إلى أسبوع أو أسبوعين آخرين . يستطيع الزوجين تربية ثلاثة أحضان سنويا باستخدام وتبطين نفس العش باستمرارية .
بالرغم من انه من الممكن ان يكون اثنين حاضنين متماثلين. أو فقط 48oN شمالا. في غضون شهرين، يسقط شعر الصغار ويمتلكون الريش الأساسي لهم . يكتسبون في العام القادم لهم ريش البالغين .
اما بالنسبة للعصفوريات الأخرى، يظل العش نظيف ويزيل البالغين الحويصلات البرازية للكتاكيت.
الحاضنات الطفيلية ضمن النوع شائعه في أعشاش الزرزور الشائع . أنثى ال «طافيين» (الإناث الغير متزوجين في موسم التكاثر) تتمثل في المستعمرات وغالبا ما تضع البيض في أعشاش الأزواج الأخرى .
الفراخ تم الاعلام انها تغزو عشها أو الاعشاش المجاورة لها وتطرد حاضن جديد.
يملك الزرزور الشائع معدل من 48% إلى 79% من عملية الفراخ الناجحة الرغم من ذلك هناك 20 بالمئة فقط من الصغار يستطيعون البقاء على قيد الحياة حتى عملية التكاثر .معدل بقاء البالغين يصل إلى ما يقرب من 60 بالمئة. متوسط وقت العيش يصل حوالي من 2 إلى 3 سنوات.
مع معدل طول عمر إلى 22 سنة 11م

## الضاريات والطفيليات

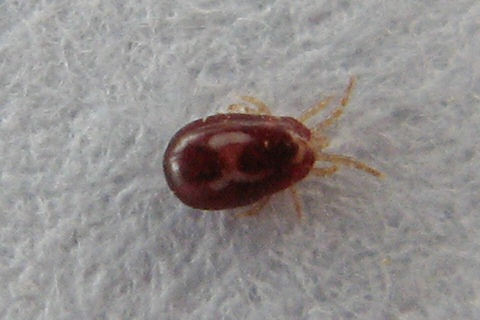
Dermanyssus gallinae, a parasite of the Common Starling

يتم اصطياد البالغين من الزرزور الشائع بواسطة الباز مثل الباز شمالي والميسان الاوربي الاسيوى. والصقور والشاهين والشويهينوصقر الجراد  وبعض الطيور الجارحة البطيئة مثل: الحدأة سوداء وال حدأة حمراءوالبازار الشائع وهارير المستنقع، يميلون إلى اصطياد الكتاكيت الأسهل التقاطا أو الصغار .
تتطرد المينة البيض، والصغار والبالغين للزرزور الشائع من اعاشاشهم
ويستخدم حاضن الطفيليات والباحث عن العسل الزرزور الشائع كمستضيف . من الممكن أن يتم الهجوم على الأعشاش من قبل الفصائل التي تستطيع الصعود اليهم مثل الراكون والقاقم 
والسنجابيات
و تتمكن القطط من اصطياد الغير حذرين أو المتهورين 